# Stazione luna
Stazione luna (Way... Way Out) è un film del 1966 diretto da Gordon Douglas; è una commedia fantascientifica statunitense sulla corsa allo spazio interpretata da Jerry Lewis, Connie Stevens, Robert Morley e Anita Ekberg.

## Trama
Nel 1989 la corsa allo spazio ha portato russi e statunitensi a impiantare basi permanenti sulla Luna presidiate da due astronauti/cosmonauti. Ma il problema della lunga convivenza in isolamento ha condotto il personale alla pazzia. Il problema è stato già da tempo brillantemente risolto dai russi, che hanno mandato sulla Luna una coppia mista formata da un uomo e una donna. Ora anche gli americani intendono fare lo stesso. Hanno così addestrato una coppia di sposi per la missione, ma durante la luna di miele la coppia scoppia e, ad appena tre giorni dal lancio, la NASA è costretta a trovare dei rimpiazzi.
Il nome scelto per la sostituzione è quello di Peter Mattemore, uno scapestrato astronauta che ha sempre trovato il modo di scantonare qualsiasi lancio. Ma è anche uno scapolone impenitente cui viene chiesto di scegliere tra le sole due candidate disponibili quella che lo dovrà accompagnare sulla Luna e che dovrà convincere a sposarlo, per poter condividere così i dodici mesi di missione. La scelta cade su Eileen Forbes, la più avvenente delle due, che però non si dimostra inizialmente ben disposta.
Raggiunto un accordo che prevede che i due non abbiano rapporti carnali, Peter ed Eileen si sposano e vengono spediti sulla Luna. Qui fanno amicizia con i loro "vicini di casa", i cosmonauti russi Igor Valkleinokov e Anna Soblova, che vivono in concubinaggio senza essere sposati. La frequentazione della coppia occidentale spingerà la Soblova a pretendere e infine ottenere di essere sposata da Valkleinokov, mentre Eileen cederà, concedendosi infine a Pete anima e corpo.

## Produzione
La parte dello scapolo scapestrato e sciupafemmine protagonista del film era stata scritta originalmente per Jack Lemmon, ma venne in seguito passata a Jerry Lewis, già protagonista della commedia fantascientifica Un marziano sulla Terra sei anni prima.
Il film è stato girato presso il Manned Flight Space Center di Houston (Texas), nelle strutture della NASA a Cape Kennedy e ad Huntsville (Alabama).
La voce narrante del film è quella del Colonnello John "Shorty" Powers, commentatore ufficiale per la NASA di sei missioni del programma Mercury.

## Colonna sonora
La colonna sonora è stata composta da Lalo Schifrin, mentre i titoli di testa sono cantati da Gary Lewis e i Playboys.
Del commento sonoro originale esiste una edizione in CD, pubblicata da Intrada del 2008, dove la colonna sonora di Stazione luna viene affiancata a quella del film Braddock.

### Tracce
Testi e musiche di Lalo Schifrin.
1. Main Title – 2:20
2. Don't Blow Your Cool – 2:11
3. The Centrifuge – 1:39
4. Stuck With You – 1:02
5. Space March – 2:16
6. The Trip – 4:14
7. Welcome To The Moon – 1:23
8. Schmidlap – 2:11
9. Jazz Waltz – 1:53
10. Out Of This World – 2:10
11. It's Not So Late – 1:35
12. Black Russian – 3:13
13. Space Punch – 2:19
14. Tender Moon – 2:01
15. Finale – 3:00

Durata totale: 33:27

## Distribuzione
Il film è stato distribuito in formato CinemaScope negli Stati Uniti a partire dal 26 ottobre 1966. La pellicola è stata in seguito distribuita anche in Svezia con il titolo Vår man på månen, a partire dal 16 dicembre dello stesso anno, e in Germania Ovest, dal 20 dicembre, con il titolo Das Mondkalb (nello stesso paese è stata in seguito ridistribuita anche con i titoli Jerry am Arsch der Welt e Verflucht und zugenäht).
Nel 1967 il film è stato distribuito poi in: Austria, nel gennaio con il titolo di Das Mondkalb, in seguito come Jerry am Arsch der Welt e ridistribuito nel 1980; Finlandia, dal 10 febbraio, con il titolo di Jerry avaruudessa; Danimarca, dal 26 maggio, con il titolo Jerry på månefart; Spagna, dal 4 settembre, con il titolo Un chalado en órbita; Messico, dal 21 dicembre, con il titolo Un loco en órbita.
Successivamente è stato presentato anche al Cinétol Science-Fiction Festival nei Paesi Bassi il 21 marzo 1969. La prima trasmissione televisiva in Germania Ovest risale al 14 luglio 1972.
Il film è inoltre conosciuto anche con i titoli: Um Biruta em Órbita (Brasile), Tiens bon la rampe, Jerry (Francia e Canada), Tiens bon la rampe, Jerry (Francia), O Jerry Lewis katakta to diastima (Grecia), Um Maluco em Órbita (Portogallo), Fezayi kurtaran adam (Turchia).

## Accoglienza

### Incassi
Il film ebbe uno scarso riscontro commerciale: a fronte di un budget di 2,955 milioni di dollari, si stima che ne ricavò solo 1,2 milioni nelle sale in Stati Uniti e Canada; in Francia vendette 361 933 biglietti al cinema.

### Critica
Fantafilm scrive che si tratta di «una discreta commediola [...] in cui Jerry Lewis fa da mattatore [...] giocando con la fantascienza, con la guerra fredda e con la corsa alla conquista dello spazio».